# Eberhard von Weyhe
Eberhard von Weyhe (né le 28 mai 1553 à Hanovre, mort probablement en novembre 1633 à Lunebourg) est un juriste et écrivain allemand.

## Biographie
Weyhe est le fils du bourgmestre de Hanovre Friedrich von Weyhe et de sa femme Magdalena Anholtz.
Le 19 mai 1570, il s'inscrit à l'université de Wittenberg. En mai 1572, il s'installe à l'université de Rostock et en 1576 à l'université de Marbourg. Après avoir terminé ses études, lui et son frère aîné Peter von Weyhe accompagnent le duc Othon-Henri de Brunswick-Harbourg en Italie. Le retour de Weyhe est retardé par une visite d'étude en France et en Suisse. En 1580, il termine ses études par un doctorat. La même année, il accepta un appel de l'université de Wittenberg, où il donne des cours à la chaire des digestes au semestre suivant.
L'année suivante, Weyhe épouse Judith von Behr. En 1583, il est promu au poste d'assesseur de la cour de l'électorat de Saxe, deux ans plus tard au conseil de Holstein-Gottorf. En 1587, Weyhe est nommé professeur de droit canonique à l'université de Wittenberg. La même année, il est également nommé conseiller à la cour d'appel et il est en contact étroit avec Nikolaus Krell et d'autres représentants éminents du gouvernement de Christian Ier de Saxe. L'université de Wittenberg élit Weyhe comme recteur au semestre d'été de 1589 et en 1591, il est nommé à la cour saxonne de Dresde. Après la mort de l'électeur, il retourne à Wittenberg, mais est expulsé par les représentants établis de l'orthodoxie luthérienne, parce qu'il n'est pas d'accord avec la Formule de Concorde et est démis de ses fonctions, accusé de calvinisme.
Il trouve refuge à Cassel en 1594, où il travaille comme chancelier sous l'égide du landgrave Maurice de Hesse-Cassel. En 1605, il est nommé chancelier de Holstein-Schaumburg à Bückeburg et, à ce titre, il reçoit le poste de gouverneur de Pinneberg quelques années plus tard. En 1614, la carrière de Weyhe culmine lorsqu'il est nommé au Conseil impérial. En 1623, le prince Louis d'Anhalt-Köthen l'accepte dans la Société des fructifiants. Il lui donne le nom de société de Wehrende et la devise du poison de scorpion. Le myrte est son emblème.
En février 1626, Weyhe démissionne de toutes ses fonctions parce qu'il ne veut pas et ne peut pas soutenir la politique de guerre prodanoise du prince. Weyhe se retire dans son domaine de Böhme et se consacre uniquement à son travail littéraire. Depuis son expulsion de Wittenberg, Weyhe se consacrait de plus en plus à la théologie et à l'éthique, écrivant des ouvrages en latin sur le sujet. Selon l'état actuel des recherches, Weyhe publie sous les pseudonymes Wahremundus ab Ehrenberg, Mirabilis de Bona Casa et Durus de Pascolo.
En 1630, Weyhe reçoit le titre honorifique "Conseiller de la Maison" du duc Auguste II de Brunswick-Wolfenbüttel. En raison d'une attaque des troupes du duc Georges de Brunswick-Calenberg en octobre 1633, Weyhe perd non seulement sa maison et sa ferme, mais aussi toute sa bibliothèque. Il n'aurait survécu à ce drame que quelques semaines.
Son ouvrage Aulicus politicus, Diversis Regvlis, Praeceptis, dans l'édition de 1615, déjà paru en 1598, est mis à l’Index librorum prohibitorum le 21 août 1618.